# Forestia (série de jeux vidéo)
 (juillet 2017).
Si vous disposez d'ouvrages ou d'articles de référence ou si vous connaissez des sites web de qualité traitant du thème abordé ici, merci de compléter l'article en donnant les références utiles à sa vérifiabilité et en les liant à la section « Notes et références ».
Pour le parc animalier, voir Forestia.
Forestia est une série de simulation de vie en forêt en pointer-et-cliquer, développée par les sociétés Daddyoak et Lasermedia, disponible sur Mac et PC depuis 1998[réf. nécessaire]. Trois suites voient le jour après le premier opus intitulé Forestia, Forestia junior, Forestia Revoltozoo, Terra Forestia : Le Mystère Pygmoli.
Les jeux seront repris en 2004 par Emme.

## Description
Forestia est un simulateur de randonnée dans une forêt portant le nom de Forestia où le joueur est amené à résoudre les problèmes des animaux et des créatures fantastiques ou simplement jouer avec eux dans des jeux d'éveils ou des jeux de mémorisation. Lors de l'aventure, le joueur pourra collectionner des insectes et des informations sur la forêt de Forestia ainsi que vivre des scénarios différents à chaque fin de cycle jour-nuit (excepté pour Forestia Revoltozoo où le scénario fait partie intégrante du jeu).

## Système de jeu
Le jeu se présente comme un simulateur de randonnée en un gameplay de Point & Clic, ce qui signifie que toutes les interactions (exceptés dans certains mini-jeux) se font à la souris. 
Lors des randonnées, le joueur est amené à effectuer des exercices d'éveil et des exercices de recherche dans un plan fixe à l'aide du curseur qui change de forme en fonction d'où il se situe.
Le jeu possède un scénario linéaire qui peut cependant être troublé par des événements.

## Liste des jeux
1. Forestia (1998)
2. Forestia Junior (1999)
3. Forestia Révoltozoo (2002)
4. Terra Forestia: Le Mystère Pygmoli (2005)